# Rimessa dal fondo (calcio a 5)

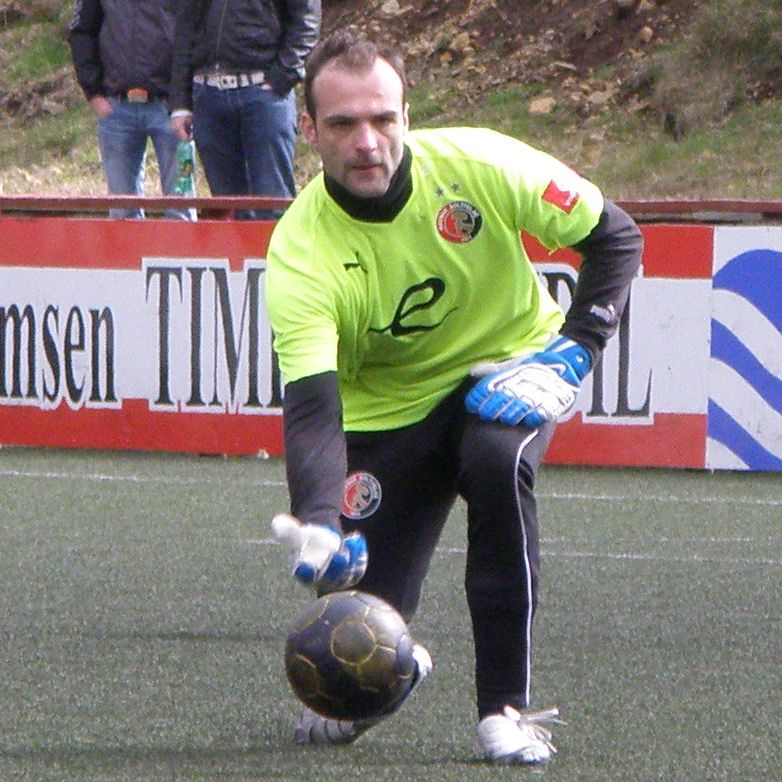
Un portiere rilascia, con le mani, il pallone in gioco: la rimessa dal fondo è il corrispettivo, nel calcio a 5, del calcio di rinvio.

La rimessa dal fondo , non è valida se non toccata da un altro giocatore, è la ripresa di gioco utilizzata nel calcio a 5 quando il pallone esce da una linea di porta senza che sia stata segnata una rete e l'ultimo tocco al pallone è stato effettuato da un calciatore della squadra attaccante. È disciplinata dalla Regola 16 del Regolamento del Gioco del Calcio a 5.

## Esecuzione
Il portiere deve raccogliere il pallone e, dall'interno della propria area di rigore, deve lanciarlo con le mani direttamente all'esterno della stessa; il portiere deve inoltre eseguire questa ripresa di gioco entro quattro secondi dal momento in cui è possibile farlo. Tutti i calciatori avversari devono restare all'interno del rettangolo di gioco, ma se il portiere appoggia il pallone a terra e si superano i 4 secondi concessi per la rimessa dasl fondo qualsiasi azione eseguita dagli avversari o da componenti della stessa squadra sarà valida (esclusi falli e infrazioni di alcun tipo).
Il pallone è in gioco quando è lanciato direttamente all'esterno della propria area di rigore verso il rettangolo di gioco.

## Infrazioni e sanzioni
Il portiere non deve toccare nuovamente il pallone, una volta che questo entra in gioco, prima che lo stesso sia toccato da un altro calciatore. Se ciò avviene, un calcio di punizione indiretto sarà accordato alla squadra avversaria dal punto del contatto. Se però il pallone viene toccato con le mani, e all'esterno dell'area di rigore del portiere, un calcio di punizione diretto sarà accordato alla squadra avversaria.
Si evidenzia che queste infrazioni possono essere punite solo se avvenute dopo che il pallone è uscito dall'area di rigore; infatti, prima che accada ciò il pallone non è considerato in gioco e pertanto non possono essere assegnati calci di punizione. Genericamente, se il pallone non è lanciato direttamente all'esterno dell'area di rigore verso il rettangolo di gioco (ovvero tocca un altro calciatore prima di fuoriuscirne, o resta al suo interno perché lanciato debolmente, o esce dal rettangolo di gioco senza essere prima uscito dall'area di rigore), la rimessa dal fondo non deve essere ripetuta e, il conto dei quattro secondi viene annullato proseguendo con la partita.
Al contrario se la rimessa dal fondo non viene eseguita entro quattro secondi, l'arbitro interromperà il gioco ed assegnerà un calcio di punizione indiretto, in favore della squadra avversaria, sulla linea dell'area di rigore nel punto più vicino a dove è stata commessa l'infrazione.
Per tutte le altre infrazioni la rimessa dal fondo dovrà essere ripetuta; se l'infrazione è stata commessa dalla squadra che esegue la rimessa il conto dei quattro secondi non è annullato e riprende da dove si era interrotto nel momento in cui è possibile ripetere la ripresa di gioco; se l'infrazione è commessa dalla squadra avversaria, non appena il portiere può eseguire nuovamente la rimessa dal fondo il conto riparte da zero.

## Altre caratteristiche
Una rete non può essere segnata direttamente su rimessa dal fondo; se ciò avviene, la rete è annullata ed è accordata una rimessa dal fondo alla squadra avversaria; se viene segnata direttamente un'autorete dopo che il pallone è stato correttamente messo in gioco, l'autorete è annullata e il gioco riprende con un calcio d'angolo per la squadra avversaria; se ciò avviene senza che il pallone fosse stato prima correttamente messo in gioco, l'autorete non è valida, il gioco riprende con la ripetizione della rimessa dal fondo e il conto dei quattro secondi non viene azzerato, ma riprende da dove si era interrotto al momento dell'autogol.
Se il pallone colpisce uno degli arbitri, in area di rigore, dopo essere stato lanciato correttamente, ed esso prosegue la sua corsa uscendo dall'area di rigore e terminando sul rettangolo di gioco, gli arbitri lasceranno che il gioco prosegua in quanto gli arbitri non sono calciatori.